# Bruneck
Bruneck (olaszul: Brunico, ladin nyelven: Bornech, latinul: Brunopolis) egy 15 523 lelket számláló kisváros Dél-Tirolban, Olaszországban. Az Alpokban, a Puster-völgyben (Val Pusteria) fekszik, a Dolomitok északi határán, a Rienz és az Ahr folyók összefolyásánál. Bozentől (Bolzano) 70, Brixentől 35, az osztrák határt jelentő Brenner-hágótól szintén 35 km-re található. A településtől délre emelkedik a magányos Kronplatz-hegy, nemzetközi síközpont, kiterjedt pályarendszerrel, a Dolomiti Superski bérletszövetség tagja. A lakosság többsége (83%) német, 15%-a olasz, 1%-a pedig ladin anyanyelvű.

## Története
Bruneck  (Dél-Tirolban szokatlan módon) az alapítójáról, Bruno von Kirchberg püspökről kapta nevét, aki a település fölött tornyosuló várat is építtette. Egy 1256. február 23-án kelt irat említi először a várost, amely akkoriban még csupán egyetlen utcából állott. 1336-ban, Albert von Enn püspök idejében készült el a városfal és az árok. Nem sokkal később a keleti kapun kívül újabb épületeket emeltek, közöttük egy kis Mária-templomot. A városfalon belül az első templomot (a mai Rainkirchét) Nikolaus von Stuck brunecki polgár építtette. A kórházat bátyja, Heinrich von Stuck alapította 1358-ban. Nem sokkal később a város vásárjogot és bíráskodási jogot kapott.
A XIV. és a XV. században a város igen meggazdagodott az Augsburg és Velence közötti kereskedelemből. Az áru egy részét a Pusteria-völgyön keresztül szállították, és gyakran hosszabb ideig raktározták a brunecki főtéren. Ebben az időben alapították a pusteria-völgyi festőiskolát is, amelyből olyan tehetséges művészek kerültek ki, mint Michael Pacher és Friedrich Pacher.
1610-ben Bruneck (korábban a St. Lorenzen egyházközség része) önálló egyházközséggé vált. 1723. április 11-én a templom közelében tűz ütött ki, amely az erős északkeleti szél miatt gyorsan szétterjedt, és a település nagy részét elpusztította. A napóleoni háborúk alatt a város adósságba keveredett az éveken keresztül elszállásolt katonák miatt.
Az első világháború lezárását követően Brunecket (Dél-Tirollal együtt) elcsatolták az Osztrák–Magyar Monarchiától, és Olaszország részévé vált. Az első világháború pusztítása megkímélte a várost, de a második világháborúban bombatalálatok érték.

## Testvérvárosok
- Brignoles, Franciaország
- Groß-Gerau, Németország
- Tielt, Belgium
- Szamotuły, Lengyelország

## Fordítás
- Ez a szócikk részben vagy egészben  a   Brunico című olasz Wikipédia-szócikk ezen változatának fordításán alapul.  Az eredeti cikk szerkesztőit annak laptörténete sorolja fel. Ez a jelzés csupán a megfogalmazás eredetét és a szerzői jogokat jelzi, nem szolgál a cikkben szereplő információk forrásmegjelöléseként.
- Ez a szócikk részben vagy egészben  a   Bruneck című angol Wikipédia-szócikk ezen változatának fordításán alapul.  Az eredeti cikk szerkesztőit annak laptörténete sorolja fel. Ez a jelzés csupán a megfogalmazás eredetét és a szerzői jogokat jelzi, nem szolgál a cikkben szereplő információk forrásmegjelöléseként.